# Tsubaki Factory SOUND + VISION Vol.1
Tsubaki Factory SOUND + VISION Vol.1 (つばきファクトリーSOUND＋VISION Vol.1 Tsubaki Factory SONIDO + VISION Vol.1?) es el primer EP indie de Tsubaki Factory lanzado en formato DVD. Fue inicialmente lanzado el 19 de marzo de 2016 en el evento Asobu. Kurasu. Sodateru. SATOYAMA & SATOUMI e Ikou 2016 y fue generalmente lanzado el 18 de mayo de 2016.

## Lista de Canciones

#### DVD
1. Seishun Manmannaka! (MV)
2. Kedakaku Sakihokore! (MV)
3. 17sai (MV)
4. Cabbage Hakusho ~Haru Hen~ (MV)

#### CD
1. Seishun Manmannaka!
2. Kedakaku Sakihokore!
3. 17sai (cover de Chisato Moritaka)
4. Cabbage Hakusho ~Haru Hen~ (cover de Peaberry)

## Miembros Presentes
- Riko Yamagishi
- Risa Ogata
- Kisora Niinuma
- Ami Tanimoto
- Yumeno Kishimoto
- Kiki Asakura